# Hydraena
Genre
Hydraena est un genre d'insectes coléoptères aquatiques de la famille des Hydraenidae.

## Liste d'espèces
- Hydraena abbasigili Jäch, 1988
- Hydraena abdita Orchymont, 1948
- Hydraena abyssinica Régimbart, 1905
- Hydraena accurata Orchymont, 1948
- Hydraena achaica Jäch, 1995
- Hydraena acumena Perkins, 2011
- Hydraena adelbertensis Perkins, 2011
- Hydraena adrastea Orchymont, 1948
- Hydraena aethaliensis Breit, 1917
- Hydraena affirmata Perkins, 2007
- Hydraena affusa Orchymont, 1936
- Hydraena africana Kuwert, 1888
- Hydraena akameku Perkins, 2011
- Hydraena akbesiana Audisio, De Biase & Jäch, 1993
- Hydraena albai Sáinz-Cantero, 1993
- Hydraena alberti Balfour-Browne, 1950
- Hydraena alcantarana Ienistea, 1985
- Hydraena algerina Kaddouri, 1992
- Hydraena alia Orchymont, 1934
- Hydraena aliciae Jäch & Díaz, 2005
- Hydraena allomorpha Lagar & Fresneda, 1990
- Hydraena alluaudi Régimbart, 1906
- Hydraena alpicola Pretner, 1931
- Hydraena altamirensis Díaz Pazos & Garrido Gonzalez, 1993
- Hydraena altapapua Perkins, 2011
- Hydraena alternata Perkins, 1980
- Hydraena alterra Perkins, 1980
- Hydraena alticola Skale and Jäch, 2008
- Hydraena altiphila Perkins, 2011
- Hydraena amazonica Perkins, 2011
- Hydraena ambiflagellata Zwick, 1977
- Hydraena ambigua Ganglbauer 1901
- Hydraena ambiosina Perkins, 2007
- Hydraena ambra Perkins, 2011
- Hydraena ambripes Perkins, 2011
- Hydraena ambroides Perkins, 2011
- Hydraena americana Jäch, 1993
- Hydraena amidensis Jäch, 1988
- Hydraena ampla Perkins, 2011
- Hydraena anaphora Perkins, 1980
- Hydraena anatolica Janssens, 1963
- Hydraena anatolica Janssens, 1963
- Hydraena ancylis Perkins, 1980
- Hydraena ancyrae Jäch, 1992
- Hydraena andalusa Lagar & Fresneda, 1990
- Hydraena andreinii Orchymont, 1934
- Hydraena angulicollis Notman, 1921
- Hydraena angulosa Mulsant, 1844
- Hydraena angustata Sturm, 1836
- Hydraena anisonycha Perkins, 1980
- Hydraena antaria Perkins, 2007
- Hydraena antiatlantica Jäch, Aguilera, & Hernando, 1998
- Hydraena antiochena Jäch, 1988
- Hydraena apertista Perkins, 2011
- Hydraena apexa Perkins, 2011
- Hydraena appalachicola Perkins, 1980
- Hydraena appetita Perkins, 2007
- Hydraena aquila Perkins, 2011
- Hydraena arabica Balfour-Browne, 1951
- Hydraena arachthi Ferro & Jäch, 2000
- Hydraena arcta Perkins, 2007
- Hydraena arenicola Perkins, 1980
- Hydraena argutipes Perkins, 1980
- Hydraena ariana Janssens, 1962
- Hydraena arizonica Perkins, 1980
- Hydraena armata Reitter, 1880
- Hydraena armeniaca Janssens, 1968
- Hydraena armipalpis Jäch & Díaz, 2000
- Hydraena armipes Rey, 1886
- Hydraena aroensis Ferro, 1991 stat. nov.
- Hydraena arunensis Jäch & Skale, 2009
- Hydraena ascensa Perkins, 2007
- Hydraena assimilis Rey 1885
- Hydraena athertonica Perkins, 2007
- Hydraena atrata Desbrochers des Loges, 1891
- Hydraena atroscintilla Perkins, 2011
- Hydraena attaleiae Ferro, 1984
- Hydraena audisioi Jäch, 1992
- Hydraena aulaarta Perkins, 2011
- Hydraena aurita Jäch, 1988
- Hydraena australica Zwick, 1977
- Hydraena australula Perkins, 2007
- Hydraena austrobesa Perkins, 2011
- Hydraena avuncula Jäch, 1988
- Hydraena bacchusi Perkins, 2011
- Hydraena bactriana Janssens, 1962
- Hydraena balearica Orchymont, 1930
- Hydraena balfourbrownei Bameul, 1986
- Hydraena balkei Perkins, 2011
- Hydraena balli Orchymont, 1940
- Hydraena barbipes Zwick, 1977
- Hydraena barricula Perkins, 1980
- Hydraena barrosi Orchymont, 1934
- Hydraena bedeli Barthélemy, 1992
- Hydraena belgica d’Orchymont, 1930
- Hydraena beniensis Perkins, 2011
- Hydraena benjaminus Jäch & Díaz, 2006
- Hydraena bensae Ganglbauer, 1901
- Hydraena bergeri Janssens, 1972
- Hydraena berthelemyana Jäch, Dia & Díaz, 2006
- Hydraena berytus Jäch, 1986
- Hydraena beyarslani Jäch, 1988
- Hydraena bicarinova Perkins, 2011
- Hydraena bicolorata Jäch, 1997
- Hydraena bicuspidata Ganglbauer 1901
- Hydraena bicuspidata Ganglbauer, 1901
- Hydraena bidefensa Perkins, 2007
- Hydraena bifunda Perkins, 2011
- Hydraena bihamata Champion, 1920
- Hydraena biimpressa Perkins, 2007
- Hydraena billi Zwick, 1977
- Hydraena bilobata Jäch & Díaz, 1998
- Hydraena bimagua Jäch, 1986
- Hydraena birendra Jäch & Skale, 2009
- Hydraena bispinosa Pu, 1951
- Hydraena bisulcata Rey, 1884
- Hydraena bitruncata d’Orchymont, 1934
- Hydraena bituberculata Perkins, 1980
- Hydraena biundulata Perkins, 2011
- Hydraena blackburni Zaitzev, 1908
- Hydraena bodemeyeri Jäch and Díaz, 2001
- Hydraena boetcheri Orchymont, 1932
- Hydraena bolivari Orchymont, 1936
- Hydraena boliviana Perkins, 2011
- Hydraena bononiensis Binaghi, 1960
- Hydraena bononiensis Chiesa, 1959
- Hydraena borbonica Fairmaire, 1898
- Hydraena bosnica Apfelbeck, 1909
- Hydraena brachymera Orchymont, 1936
- Hydraena bractea Perkins, 1980
- Hydraena bractoides Perkins, 1980
- Hydraena brahmin Perkins, 2011
- Hydraena breedlovei Perkins, 1980
- Hydraena brevis Sharp 1882
- Hydraena britteni Joy, 1907
- Hydraena brittoni Zwick, 1977
- Hydraena bromleyae Jäch, 1986
- Hydraena browni Perkins, 1980
- Hydraena bubulla Perkins, 2011
- Hydraena bulgarica Breit, 1916
- Hydraena buloba Perkins, 2011
- Hydraena buquintana Perkins, 2011
- Hydraena buscintilla Perkins, 2011
- Hydraena busuanga Freitag & Jäch, 2007
- Hydraena calcarifera Janssens, 1959
- Hydraena californica Perkins, 1980
- Hydraena campbelli Perkins, 1980
- Hydraena canakcioglui Janssens 1965
- Hydraena canticacollis Perkins, 1980
- Hydraena capacis Perkins, 2007
- Hydraena capetribensis Perkins, 2007
- Hydraena cappadocica Jäch, 1988
- Hydraena capta Orchymont, 1936
- Hydraena carbonaria Kiesenwetter, 1849
- Hydraena carica Jäch, 1988
- Hydraena carinocisiva Perkins, 2011
- Hydraena carinulata Rey, 1886
- Hydraena carmellita Perkins, 2011
- Hydraena carniolica Pretner, 1970
- Hydraena castanea Deane, 1937
- Hydraena castanescens Freitag & Jäch, 2007
- Hydraena cata d’Orchymont, 1936
- Hydraena cata Orchymont, 1943
- Hydraena catalonica Fresneda, Aguilera & Hernando, 1994
- Hydraena catherinae Bameul & Jäch, 2001
- Hydraena caucasica Kuwert, 1888
- Hydraena cavifrons Perkins, 2011
- Hydraena cephalleniaca Jäch, 1985
- Hydraena cervisophila Jäch, 1992
- Hydraena challeti Perkins, 2011
- Hydraena cheesmanae Perkins, 2011
- Hydraena chenae Pu 1951
- Hydraena chersonesica Jäch, Díaz & Przewozny, 2007
- Hydraena cherylbarrae Perkins, 2011
- Hydraena chiapa Perkins, 1980
- Hydraena chiesai Janssens 1965
- Hydraena chifengi Jäch & Díaz, 1999
- Hydraena chobauti Guillebeau 1896
- Hydraena christinae Audisio, De Biase & Jäch, 1996
- Hydraena christoferi Jäch & Díaz, 2005
- Hydraena ciliciensis Jäch, 1988
- Hydraena circulata Perkins, 1980
- Hydraena cirrata Champion, 1920
- Hydraena clarinis Perkins, 2011
- Hydraena claudia Freitag and Jäch, 2007
- Hydraena clavigera Zwick, 1977
- Hydraena clemens Jäch & Díaz, 2006
- Hydraena clinodorsa Perkins, 2011
- Hydraena clystera Perkins, 2011
- Hydraena cochabamba Perkins, 2011
- Hydraena colchica Janssens, 1963
- Hydraena colombiana Perkins, 1980
- Hydraena colorata Perkins, 2011
- Hydraena colymba Perkins, 1980
- Hydraena compressipilis Jäch & Díaz, 1998
- Hydraena concepcionica Perkins, 2011
- Hydraena concinna Orchymont, 1932
- Hydraena confluenta Perkins, 2011
- Hydraena confusa Pu, 1951
- Hydraena connexa Orchymont, 1932
- Hydraena converga Perkins, 2007
- Hydraena coomani Orchymont, 1932
- Hydraena cooperi Balfour-Browne, 1954
- Hydraena copulata Perkins, 2011
- Hydraena cordata Schaufuss, 1883
- Hydraena cordiformis Jäch & Díaz, 2000
- Hydraena cordispina Perkins, 2011
- Hydraena corinna Orchymont, 1936
- Hydraena cornelli Jäch & Díaz, 1998
- Hydraena corrugis Orchymont, 1934
- Hydraena coryleti Jäch, 1992
- Hydraena costiniceps Perkins, 1980
- Hydraena crepidoptera Jäch, 1992
- Hydraena cristatigena Jäch & Díaz, 2000
- Hydraena croatica Kuwert, 1888
- Hydraena cryptostoma Jäch, 1992
- Hydraena crystallina Perkins, 1980
- Hydraena cubista Perkins, 2007
- Hydraena cultrata Perkins, 2007
- Hydraena cunicula Perkins, 2011
- Hydraena cunninghamensis Perkins, 2007
- Hydraena curta Kiesenwetter, 1849
- Hydraena curtipalpis Jäch & Díaz, 1998
- Hydraena curvosa Perkins, 2011
- Hydraena cuspidicollis Perkins, 1980
- Hydraena cyclops Jäch & Díaz, 2000
- Hydraena cygnus Zwick, 1977
- Hydraena czernohorskyi J. Müller, 1911
- Hydraena d-concava Perkins, 2011
- Hydraena dalmatina Ganglbauer, 1901
- Hydraena damascena Pic, 1910
- Hydraena dariensis Perkins, 2011
- Hydraena darwini Perkins, 2007
- Hydraena d-destina Perkins, 1980
- Hydraena debeckeri Janssens, 1972
- Hydraena decepta Perkins, 2011
- Hydraena decipiens Zwick, 1977
- Hydraena decolor Sainte-Claire Deville, 1903
- Hydraena decui Spangler, 1980
- Hydraena delia Balfour-Browne, 1978
- Hydraena deliquesca Perkins, 2007
- Hydraena delvasi Delgado & Collantes, 1996
- Hydraena densa Fauvel, 1883
- Hydraena dentipalpis Reitter, 1888
- Hydraena dentipes Germar, 1824
- Hydraena dentipes Germar, 1842
- Hydraena devillei Ganglbauer, 1901
- Hydraena devincta d’Orchymont, 1940
- Hydraena diadema Perkins, 2011
- Hydraena diazi Trizzino, Jäch & Ribera, 2011
- Hydraena diffusa Perkins, 2011
- Hydraena dilutipes Fairmaire, 1898
- Hydraena dimorpha Orchymont, 1922
- Hydraena dinosaurophila Jäch, 1994
- Hydraena discicollis Fairmaire, 1898
- Hydraena discreta Ganglbauer, 1904
- Hydraena disparamera Perkins, 2007
- Hydraena dochula Jäch & Skale, 2009
- Hydraena dolichogaster Janssens, 1965
- Hydraena dorrigoensis Perkins, 2007
- Hydraena draconisaurati Jäch & Díaz, 2005
- Hydraena dudgeoni Perkins, 2011
- Hydraena duohamata Perkins, 2011
- Hydraena ebriimadli Jäch, 1988
- Hydraena ecuadormica Perkins, 2011
- Hydraena egoni Jäch, 1986
- Hydraena eichleri Orchymont 1937
- Hydraena einsteini Perkins, 2011
- Hydraena elisabethae Jäch, 1992
- Hydraena eliya Jäch, 1982
- Hydraena emarginata Rey, 1885
- Hydraena emineae Jäch & Kasapoglu, 2006
- Hydraena epeirosi Ferro, 1985
- Hydraena errina Orchymont, 1948
- Hydraena erythraea Régimbart, 1905
- Hydraena eryx Orchymont, 1948
- Hydraena essentia Perkins, 2011
- Hydraena eucnemis Janssens, 1970
- Hydraena evanescens Rey, 1884
- Hydraena evansi Balfour-Browne, 1945
- Hydraena exarata Kiesenwetter, 1866
- Hydraena exasperata d’Orchymont, 1935
- Hydraena excisa Kiesenwetter, 1849
- Hydraena exhalista Perkins, 2011
- Hydraena exilipes Perkins, 1980
- Hydraena expedita Jäch & Skale, 2009
- Hydraena explanata Pic 1905
- Hydraena extorris Zwick, 1977
- Hydraena falcata Jäch, 1992
- Hydraena fasciata Perkins, 2011
- Hydraena fascinata Perkins, 2011
- Hydraena fasciola Perkins, 2011
- Hydraena fasciolata Perkins, 2011
- Hydraena fasciopaca Perkins, 2011
- Hydraena fenestella Perkins, 2011
- Hydraena ferethula Perkins, 2007
- Hydraena feuerborni Orchymont, 1932
- Hydraena fijiensis Balfour-Browne, 1945
- Hydraena filum Sahlberg, 1908
- Hydraena finita Orchymont, 1943
- Hydraena finki Jäch & Skale, 2009
- Hydraena finniganensis Perkins, 2007
- Hydraena fiorii Porta, 1899
- Hydraena fischeri Schönmann, 1991
- Hydraena flagella Perkins, 2011
- Hydraena fluvicola Perkins, 1980
- Hydraena foliobba Perkins, 2011
- Hydraena fontana Orchymont, 1932
- Hydraena fontiscarsavii Jäch, 1988
- Hydraena formosopala Perkins, 2011
- Hydraena formula Orchymont, 1932
- Hydraena forticollis Perkins, 2007
- Hydraena fosterorum Trizzino, Jäch & Ribera, 2011
- Hydraena freitagi Jäch & Skale, 2009
- Hydraena frenzeli Skale & Jäch, 2008
- Hydraena fritzi Jäch, 1992
- Hydraena frondsicola (Perkins, 1980)
- Hydraena funda Perkins, 2011
- Hydraena fundacta Perkins, 2011
- Hydraena fundaequalis Perkins, 2007
- Hydraena fundapta Perkins, 2011
- Hydraena fundarca Perkins, 2011
- Hydraena fundata Perkins, 2007
- Hydraena fundextra Perkins, 2011
- Hydraena furthi Jäch, 1982
- Hydraena gaditana Lagar & Fresneda, 1990
- Hydraena galatica Janssens, 1970
- Hydraena galea Perkins, 2011
- Hydraena gattolliati
- Hydraena gavarrensis Jäch, Díaz & Martinoy, 2005
- Hydraena geminya Perkins, 1980
- Hydraena georgiadesi Orchymont, 1931
- Hydraena geraldneuhauseri Jäch & Díaz, 2006
- Hydraena germaini Orchymont, 1923
- Hydraena glassmani Jäch, 1986
- Hydraena gnatella Orchymont, 1945
- Hydraena gnatelloides Orchymont, 1945
- Hydraena gracilidelphis Trizzino, Valladares, Garrido & Audisio, 2012
- Hydraena gracilis Germar, 1824
- Hydraena graciloides Jäch, 1988
- Hydraena grandis Reitter, 1885
- Hydraena graphica Orchymont, 1931
- Hydraena grata Orchymont, 1944
- Hydraena gregalis Orchymont, 1944
- Hydraena gressa Orchymont, 1944
- Hydraena griphus Orchymont, 1944
- Hydraena grouvellei Orchymont, 1923
- Hydraena grueberi Jäch & Skale, 2009
- Hydraena guadelupensis Orchymont, 1923
- Hydraena guangxiensis Jäch & Díaz, 2005
- Hydraena guatemala Perkins, 1980
- Hydraena guentheri Jäch, 1992
- Hydraena guilin Jäch & Díaz, 2005
- Hydraena gynaephila Jäch, 1997
- Hydraena hainzi Jäch, 1988
- Hydraena haitensis Perkins, 1980
- Hydraena hamifera Zwick, 1977
- Hydraena hansreuteri Jäch & Díaz, 2005
- Hydraena helena Orchymont, 1929
- Hydraena hernandoi Fresneda & Lagar, 1990
- Hydraena herzogestella Perkins, 2011
- Hydraena heterogyna Bedel
- Hydraena hiekei Jäch, 1992
- Hydraena hillaryi Jäch & Skale, 2009
- Hydraena hintoni Perkins, 2011
- Hydraena hispanica Ganglbauer, 1901
- Hydraena holdhausi Pretner, 1929
- Hydraena hornabrooki Perkins, 2011
- Hydraena hortensis Jäch & Díaz, 2000
- Hydraena hosiwergi Freitag and Jäch, 2007
- Hydraena hosseinieorum Bilton & Jäch, 1998
- Hydraena huangshanensis Jäch & Díaz, 2005
- Hydraena huitongensis Jäch & Díaz, 2005
- Hydraena hunanensis Pu, 1951
- Hydraena hungarica Rey, 1884
- Hydraena huonica Perkins, 2011
- Hydraena hyalina Perkins, 1980
- Hydraena hynesi Zwick, 1977
- Hydraena hypipamee Perkins, 2007
- Hydraena ibalimi Perkins, 2011
- Hydraena iberica d’Orchymont, 1936
- Hydraena idema Perkins, 2011
- Hydraena iheya Jäch & Díaz, 1999
- Hydraena ilamensis Jäch & Skale, 2009
- Hydraena ilica Jäch, 1994
- Hydraena imbria Jäch & Díaz, 2001
- Hydraena impala Perkins, 2011
- Hydraena imperatrix Kniz, 1919
- Hydraena impercepta Zwick, 1977
- Hydraena impressicollis Fairmaire, 1898
- Hydraena inancala Perkins, 2007
- Hydraena inapicipalpis Pic, 1918
- Hydraena incisiva Perkins, 2011
- Hydraena incista Perkins, 2011
- Hydraena incurva Orchymont, 1932
- Hydraena indiana Jäch, 1994
- Hydraena indica Orchymont, 1920
- Hydraena infoveola Perkins, 2011
- Hydraena ingens Perkins, 1980
- Hydraena inhalista Perkins, 2011
- Hydraena innuda Perkins, 2007
- Hydraena inopinata Jäch & Díaz, 1998
- Hydraena inplacopaca Perkins, 2011
- Hydraena insandalia Perkins, 2011
- Hydraena insita Orchymont, 1932
- Hydraena insolita Orchymont, 1932
- Hydraena insularis Orchymont, 1945
- Hydraena integra Pretner, 1931
- Hydraena intensa Perkins, 2011
- Hydraena intermedia Rosenhauer, 1847
- Hydraena intraangulata Perkins, 2007
- Hydraena inusta Orchymont, 1932
- Hydraena invicta Perkins, 2007
- Hydraena iriomotensis Jäch & Díaz, 1999
- Hydraena isabelae Castro & Herrera, 2001
- Hydraena isolinae Jäch & Díaz, 1998
- Hydraena ispirensis Kasapoglu, Jäch & Skale, 2010
- Hydraena iterata Orchymont, 1948
- Hydraena jacobsoni Orchymont, 1932
- Hydraena jaechiana Audisio & De Biase, 1990
- Hydraena jaegeri Jäch & Skale, 2009
- Hydraena jailensis Breit, 1917
- Hydraena janczyki Jäch, 1992
- Hydraena janeceki Jäch, 1987
- Hydraena janssensi Nilsson, 2001
- Hydraena jengi Jäch and Díaz, 1998
- Hydraena jilanzhui Jäch & Díaz, 2005
- Hydraena jivaro Perkins, 1980
- Hydraena johncoltranei Perkins, 2011
- Hydraena jubilata Perkins, 2011
- Hydraena kakadu Perkins, 2007
- Hydraena karinkukolae Jäch, 1989
- Hydraena karmai Jäch & Skale, 2009
- Hydraena kasyi Jäch, 1992
- Hydraena kaufmanni Ganglbauer 1901
- Hydraena kellymilleri Perkins, 2011
- Hydraena khnzoriani Janssens, 1968
- Hydraena kilimandjarensis Régimbart, 1906
- Hydraena knischi Orchymont, 1928
- Hydraena kocheri Berthélemy, 1992
- Hydraena kodadai Freitag & Jäch, 2007
- Hydraena koje Perkins, 2011
- Hydraena koma Perkins, 2011
- Hydraena krasnodarensis Jäch & Díaz, 2006
- Hydraena kroumiriana Kaddouri, 1992
- Hydraena kucinici
- Hydraena kuehnelti Jäch, 1989
- Hydraena kurdistanica Jäch, 1988
- Hydraena kwangsiensis Pu, 1951
- Hydraena labropaca Perkins, 2011
- Hydraena lapidicola Kiesenwetter, 1849
- Hydraena lapissectilis Jäch, 1992
- Hydraena larissae Jäch & Díaz, 2000
- Hydraena larsoni Perkins, 2007
- Hydraena lassulipes Perkins, 2011
- Hydraena latebricola Jäch, 1986
- Hydraena latisoror Perkins, 2007
- Hydraena lazica Janssens, 1963
- Hydraena leechi Perkins, 1980
- Hydraena leei Jäch & Díaz, 1998
- Hydraena legorskyi
- Hydraena lehmanni Jäch and Díaz, 2005
- Hydraena leonhardi Breit, 1916
- Hydraena leprieuri Sainte-Claire Deville, 1905
- Hydraena levantina Sahlberg, 1908
- Hydraena ligulipes Jäch, 1988
- Hydraena lilianae Perkins, 2011
- Hydraena limbobesa Perkins, 2011
- Hydraena limpidicollis Perkins, 1980
- Hydraena liriope Orchymont, 1943
- Hydraena longicollis Sharp 1882
- Hydraena loripes Perkins, 2011
- Hydraena lucasi Lagar, 1984
- Hydraena lucernae Zwick, 1977
- Hydraena ludovicae Orchymont, 1931
- Hydraena luminicollis Perkins, 2007
- Hydraena luridipennis MacLeay, 1873
- Hydraena lusitana Berthélemy, 1977
- Hydraena lycia Jäch, 1988
- Hydraena macedonica Orchymont, 1931
- Hydraena maculicollis Champion, 1920
- Hydraena maculopala Perkins, 2011
- Hydraena madronensis Castro, Garcia & Ferreras, 2000
- Hydraena magna Pu, 1951
- Hydraena magnessa Jäch, 1997
- Hydraena magnetica Zwick, 1977
- Hydraena mahensis Scott, 1913
- Hydraena malickyi Jäch, 1989
- Hydraena malkini Perkins, 1980
- Hydraena manabica Perkins, 2011
- Hydraena manaslu Jäch & Skale, 2009
- Hydraena manfredjaechi Delgado & Soler, 1991
- Hydraena manguao Freitag & Jäch, 2007
- Hydraena manulea Perkins, 2011
- Hydraena manuloides Perkins, 2011
- Hydraena marawaka Perkins, 2011
- Hydraena marcosae Aguilera, Hernando & Ribera, 1997
- Hydraena marginicollis Kiesenwetter, 1849
- Hydraena mariannae Jäch, 1992
- Hydraena marinae Castro, 2003
- Hydraena martensi Jäch & Skale, 2009
- Hydraena martinschoepfi Jäch & Díaz, 2005
- Hydraena masatakai Jäch & Díaz, 2003
- Hydraena maureenae Perkins, 1980
- Hydraena mauriciogarciai Perkins, 2011
- Hydraena mazamitla Perkins, 1980
- Hydraena mecai Millán & Aguilera, 2000
- Hydraena melas Dalla Torre 1877
- Hydraena mercuriala Perkins, 2011
- Hydraena meschniggi Pretner, 1929
- Hydraena metzeni Perkins, 2007
- Hydraena mexicana Perkins, 1980
- Hydraena mianminica Perkins, 2011
- Hydraena mignymixys Perkins, 1980
- Hydraena millerorum Perkins, 2007
- Hydraena miniretia Perkins, 2007
- Hydraena mintrita Perkins, 2011
- Hydraena mitchellensis Perkins, 2007
- Hydraena miyatakei Satô, 1959
- Hydraena modili Jäch, 1988
- Hydraena monikae Jäch & Díaz, 2000
- Hydraena monscassius Jäch, 1988
- Hydraena monstruosipes Ferro, 1986
- Hydraena monteithi Perkins, 2007
- Hydraena morio Kiesenwetter, 1849
- Hydraena mouzaiensis Sainte-Claire Deville, 1909
- Hydraena muelleri Pretner, 1931
- Hydraena muezziginea Jäch, 1988
- Hydraena multiloba Perkins, 2011
- Hydraena multispina Perkins, 2011
- Hydraena mylasae Jäch, 1992
- Hydraena nanocolorata Perkins, 2011
- Hydraena nanopala Perkins, 2011
- Hydraena nanoscintilla Perkins, 2011
- Hydraena neblina Perkins, 2011
- Hydraena nelsonmandelai Makhan, 2008
- Hydraena nevermanni Perkins, 1980
- Hydraena newtoni Perkins, 1980
- Hydraena nielshaggei Freitag & Jäch, 2007
- Hydraena nigra Hatch 1965
- Hydraena nigrita Germar, 1824
- Hydraena nike Jäch, 1995
- Hydraena nilguenae (Jäch, 1988)
- Hydraena nitidimenta Perkins, 2011
- Hydraena nivalis Jäch, 1992
- Hydraena notsui Sato, 1978
- Hydraena novacula Perkins, 2011
- Hydraena numidica Sainte-Claire Deville, 1905
- Hydraena nuratauensis Jäch, 1994
- Hydraena oaxaca Perkins, 1980
- Hydraena oblio Perkins, 1980
- Hydraena occidentalis Perkins, 1980
- Hydraena occitana Audisio & De Biase, 1995
- Hydraena okapa Perkins, 2011
- Hydraena okinawensis Jäch & Díaz, 1999
- Hydraena olidipastoris Jäch, 1988
- Hydraena ollopa Perkins, 2011
- Hydraena orchis Jäch and Díaz, 1998
- Hydraena orcula Perkins, 1980
- Hydraena ordishi Delgado & Palma, 1997
- Hydraena orientalis Breit, 1916
- Hydraena ortali Jäch, 1986
- Hydraena orthosia Jäch, Dia & Díaz, 2006
- Hydraena otiarca Perkins, 2011
- Hydraena ovata Janssens, 1961
- Hydraena owenobesa Perkins, 2011
- Hydraena oxiana Janssens, 1974
- Hydraena ozarkensis Perkins, 1980
- Hydraena pachyptera Apfelbeck, 1909
- Hydraena pacifica Perkins, 1980
- Hydraena pacificica Perkins, 2011
- Hydraena paeminosa Perkins, 1980
- Hydraena pagaluensis Hernando & Ribera, 2001
- Hydraena paganettii Ganglbauer, 1901
- Hydraena pakistanica Jäch, 1992
- Hydraena pala Perkins, 2011
- Hydraena palamita Perkins, 2011
- Hydraena palawanensis Freitag & Jäch, 2007
- Hydraena pallidula Sainte-Claire Deville, 1909
- Hydraena palustris Erichson, 1837
- Hydraena pamirica Jäch, 1992
- Hydraena pamphylia Jäch & Díaz, 2001
- Hydraena pangaei Jäch, 1992
- Hydraena pantanalensis Perkins, 2011
- Hydraena paraguayensis Janssens 1972
- Hydraena parciplumea Perkins, 2007
- Hydraena particeps Perkins, 1980
- Hydraena parva Zwick, 1977
- Hydraena parysatis Janssens, 1981
- Hydraena paucistriata Jäch & Díaz, 2000
- Hydraena pavicula Perkins, 1980
- Hydraena paxillipes Perkins, 2011
- Hydraena peckorum Perkins, 2011
- Hydraena pectenata Perkins, 2011
- Hydraena pedroaguilerai Perkins, 2011
- Hydraena pegopyga Perkins, 2011
- Hydraena pelops Jäch, 1995
- Hydraena pensylvanica Kiesenwetter 1849
- Hydraena penultimata Perkins, 2011
- Hydraena perkinsi Spangler, 1980
- Hydraena perlonga Balfour-Browne, 1950
- Hydraena perpunctata Perkins, 2011
- Hydraena persica Janssens, 1981
- Hydraena pertransversa Perkins, 2011
- Hydraena peru Perkins, 1980
- Hydraena petila Perkins, 1980
- Hydraena phainops Perkins, 2011
- Hydraena phallerata Orchymont 1944
- Hydraena phallica d’Orchymont, 1930
- Hydraena phassilyi Orchymont, 1931
- Hydraena philippi Jäch and Díaz, 2005
- Hydraena philyra Orchymont, 1944
- Hydraena phoenicia Jäch, Dia & Díaz, 2006
- Hydraena photogenica Perkins, 2011
- Hydraena pici Sainte-Claire Deville, 1905
- Hydraena picula Perkins, 2011
- Hydraena pilipes Zwick, 1977
- Hydraena pilulambra Perkins, 2011
- Hydraena pindica Janssens, 1965
- Hydraena planata Kiesenwetter, 1849
- Hydraena planata Kiesenwetter, 1849
- Hydraena plastica d’Orchymont, 1943
- Hydraena platycnemis Jäch, 1988
- Hydraena platynaspis Jäch, 1988
- Hydraena platysoma Janssens, 1968
- Hydraena plaumanni Orchymont, 1937
- Hydraena plumipes Rey 1886
- Hydraena pluralticola Perkins, 2011
- Hydraena plurifurcata Jäch & Díaz, 1998
- Hydraena polita Kiesenwetter, 1849
- Hydraena pontequula Perkins, 1980
- Hydraena pontica Janssens, 1963
- Hydraena porchi Perkins, 2007
- Hydraena porcula Jäch and Díaz, 1998
- Hydraena praetermissa Jäch, 1987
- Hydraena premordica Perkins, 1980
- Hydraena pretneri Chiesa, 1927
- Hydraena prieto Perkins, 1980
- Hydraena princeps Fauvel, 1903
- Hydraena processa Perkins, 2011
- Hydraena producta Mulsant & Rey, 1852
- Hydraena prokini Jäch & Díaz, 2006
- Hydraena propria Perkins, 2011
- Hydraena prusensis Jäch, 1992
- Hydraena pseudocirrata Jäch & Skale, 2009
- Hydraena pseudopalawanensis Freitag & Jäch, 2007
- Hydraena pseudoriparia Orchymont, 1945
- Hydraena puetzi Jäch, 1994
- Hydraena pugillista Perkins, 2007
- Hydraena pulchella Germar, 1824
- Hydraena pulsatrix Perkins, 1980
- Hydraena punctata LeConte, 1855
- Hydraena puncticollis Sharp 1882
- Hydraena punctilata Perkins, 2011
- Hydraena putearius Jäch & Díaz, 2000
- Hydraena pygmaea Waterhouse, 1833
- Hydraena quadrata (Janssens, 1980)
- Hydraena quadricollis Wollaston 1864
- Hydraena quadricurvipes Perkins, 1980
- Hydraena quadriplumipes Perkins, 2011
- Hydraena quechua Perkins, 1980
- Hydraena queenslandica Perkins, 2007
- Hydraena quetiae Castro, 2000
- Hydraena quilisi Lagar, Fresneda & Fernando, 1987
- Hydraena quintana Perkins, 2011
- Hydraena ramuensis Perkins, 2011
- Hydraena ramuquintana Perkins, 2011
- Hydraena receptiva Perkins, 2011
- Hydraena regimbarti Zaitzev, 1908
- Hydraena remulipes Perkins, 2011
- Hydraena reticulata Zwick, 1977
- Hydraena reticulobesa Perkins, 2011
- Hydraena reticuloides Perkins, 2007
- Hydraena reticulositis Perkins, 2007
- Hydraena revelovela Perkins, 2007
- Hydraena reverberata Perkins, 2011
- Hydraena reyi Kuwert, 1888
- Hydraena rhinoceros Janssens, 1972
- Hydraena rhodia Jäch, 1985
- Hydraena riberai Jäch, Aguilera, & Hernando, 1998
- Hydraena richardimbi Jäch, 1992
- Hydraena rigua Orchymont, 1931
- Hydraena ripaeaureae Janssens, 1972
- Hydraena riparia Kugelann, 1794
- Hydraena rivularis Guillebeau, 1896
- Hydraena robusta Zwick, 1977
- Hydraena rosannae Audio, Trizzino, De Biase, Mancini & Antonini, 2009
- Hydraena rudallensis Blackburn, 1896
- Hydraena rufipennis Boscá Berga, 1932
- Hydraena rufipes Curtis, 1830
- Hydraena rugosa Mulsant, 1844
- Hydraena ruinosa Zwick, 1977
- Hydraena rukiyeae Kasapoglu, Jäch & Skale, 2010
- Hydraena sabella Perkins, 1980
- Hydraena saga d’Orchymont, 1930
- Hydraena sagatai Perkins, 2011
- Hydraena sahlbergi Orchymont, 1923
- Hydraena saluta Perkins, 2011
- Hydraena samia Jäch, 1986
- Hydraena samnitica Fiori, 1904
- Hydraena samnitica Knisch, 1924
- Hydraena sanfilippoi Audisio & De Biase, 1995
- Hydraena sappho Janssens, 1965
- Hydraena sardoa Binaghi, 1961
- Hydraena satoi Jäch & Díaz, 1999
- Hydraena sautakei Jäch & Díaz, 1999
- Hydraena sauteri Orchymont, 1913
- Hydraena scabra Orchymont, 1925
- Hydraena scabrosa Orchymont, 1931
- Hydraena schawalleri Jäch & Skale, 2009
- Hydraena schilfii Jäch, 1988
- Hydraena schillhammeri Jäch, 1988
- Hydraena schmidi Jäch & Díaz, 2001
- Hydraena schoedli Jäch, 1992
- Hydraena schoenmanni Jäch, 1988
- Hydraena schubertorum Jäch & Díaz, 2001
- Hydraena schuelkei Jäch, 1992
- Hydraena schuleri Ganglbauer, 1901
- Hydraena schuleri Ganglbauer, 1901
- Hydraena scintilla Perkins, 1980
- Hydraena scintillabella Perkins, 1980
- Hydraena scintillamima Perkins, 2011
- Hydraena scintillapicta Perkins, 2011
- Hydraena scintillarca Perkins, 2011
- Hydraena scintillutea Perkins, 1980
- Hydraena scitula d’Orchymont, 1943
- Hydraena scolops Perkins, 1980
- Hydraena scopula Perkins, 1980
- Hydraena scythica Janssens, 1974
- Hydraena sepikramuensis Perkins, 2011
- Hydraena septemlacuum Jäch, 1992
- Hydraena serpentina Jäch, 1988
- Hydraena serricollis Wollaston, 1864
- Hydraena servilia Orchymont, 1936
- Hydraena sexarcuata Perkins, 2011
- Hydraena sexsuprema Perkins, 2011
- Hydraena sharmai Jäch & Skale, 2009
- Hydraena sharpi Rey, 1886
- Hydraena shorti Perkins, 2011
- Hydraena sicula Kiesenwetter, 1849
- Hydraena sidon Jäch, Dia & Díaz, 2006
- Hydraena sierra Perkins, 1980
- Hydraena similis Orchymont, 1930
- Hydraena simonidea Orchymont, 1931
- Hydraena simplicicollis Blackburn, 1896
- Hydraena simplipes Zwick, 1977
- Hydraena sinope Jäch, 1992
- Hydraena smyrnensis Sahlberg, 1908
- Hydraena socius Jäch and Díaz, 1999
- Hydraena solarii Pretner, 1930
- Hydraena solodovnikovi Jäch & Díaz, 2006
- Hydraena sordida Sharp 1882
- Hydraena spangleri Perkins, 1980
- Hydraena spatula Perkins, 2011
- Hydraena speciosa Orchymont, 1944
- Hydraena spinipes Baudi, 1882
- Hydraena spinissima Perkins, 2007
- Hydraena spinobesa Perkins, 2011
- Hydraena splecoma Perkins, 1980
- Hydraena squalida Orchymont, 1932
- Hydraena stefani Jäch and Díaz, 2005
- Hydraena steineri Perkins, 2011
- Hydraena stellula Perkins, 2011
- Hydraena storeyi Perkins, 2007
- Hydraena striolata Perkins, 2011
- Hydraena stussineri Kuwert, 1888
- Hydraena subacuminata Rey, 1884
- Hydraena subgrandis Jäch, 1988
- Hydraena subimpressa Rey 1885
- Hydraena subina Orchymont, 1944
- Hydraena subinflata Orchymont, 1944
- Hydraena subinoides Orchymont, 1944
- Hydraena subintegra Ganglbauer, 1901
- Hydraena subinura Orchymont, 1944
- Hydraena subirregularis Pic, 1918
- Hydraena subjuncta Orchymont, 1930
- Hydraena sublamina Orchymont, 1945
- Hydraena sublapsa Orchymont, 1945
- Hydraena subsequens Rey, 1886
- Hydraena supersexa Perkins, 2011
- Hydraena supina Perkins, 2011
- Hydraena szechuanensis Pu, 1951
- Hydraena takin Jäch & Skale, 2009
- Hydraena takutu Perkins, 2011
- Hydraena tarsotricha Perkins, 2011
- Hydraena tarvisina Ferro, 1991
- Hydraena tatii Sáinz-Cantero & Alba-Tercedor, 1989
- Hydraena tauricola Jäch, 1988
- Hydraena taxila Janssens, 1962
- Hydraena tekmanensis
- Hydraena tenjikuana Satô, 1979
- Hydraena tenuis (Janssens, 1980)
- Hydraena tenuisella Perkins, 2007
- Hydraena tenuisoror Perkins, 2007
- Hydraena terebrans Jäch, 1992
- Hydraena terralta Perkins, 1980
- Hydraena testacea Curtis, 1830
- Hydraena tetana Perkins, 2011
- Hydraena textila Perkins, 2007
- Hydraena thienemanni Orchymont, 1932
- Hydraena thola Perkins, 2011
- Hydraena tholasoris Perkins, 2011
- Hydraena thumbelina Perkins, 2011
- Hydraena thumbelipes Perkins, 2011
- Hydraena thyene Balfour-Browne, 1958
- Hydraena tibiopaca Perkins, 2011
- Hydraena tobogan Perkins, 2011
- Hydraena torosopala Perkins, 2011
- Hydraena torricellica Perkins, 2011
- Hydraena transvallis Perkins, 2011
- Hydraena trapezoidalis Zwick, 1977
- Hydraena tricantha Zwick, 1977
- Hydraena trichotarsa Perkins, 2011
- Hydraena tricosipes Perkins, 2011
- Hydraena tridigita Perkins, 2011
- Hydraena tridisca Perkins, 2007
- Hydraena triloba Perkins, 2007
- Hydraena trinidensis Perkins, 1980
- Hydraena triparamera Jäch, 1982
- Hydraena tritropis Perkins, 2011
- Hydraena tritutela Perkins, 2011
- Hydraena truncata Rey, 1885
- Hydraena tubuliphallis Jäch, 1982
- Hydraena tucumanica Perkins, 1980
- Hydraena tuolumne Perkins, 1980
- Hydraena turcica Janssens, 1965
- Hydraena turrialba Perkins, 1980
- Hydraena tyrrhena Binaghi, 1961
- Hydraena ulna Perkins, 2011
- Hydraena umbolenta Perkins, 2011
- Hydraena unca Valladares, 1989
- Hydraena undevigintioctogintasisyphos Jäch & Díaz, 2005
- Hydraena undulata Jäch & Díaz, 1998
- Hydraena unita Perkins, 2011
- Hydraena uzbekistanica Jäch, 1994
- Hydraena vandykei Orchymont, 1923
- Hydraena variopaca Perkins, 2011
- Hydraena vedrasi d’Orchymont, 1931
- Hydraena vela Perkins, 1980
- Hydraena velvetina Perkins, 2011
- Hydraena venezuela Perkins, 2011
- Hydraena verberans Jäch & Díaz, 2006
- Hydraena verstraeteni Ferro, 1984
- Hydraena victoriae Jäch & Díaz, 1999
- Hydraena vietnamensis Janssens, 1972
- Hydraena virginalis Janssens, 1963
- Hydraena vodozi Sainte-Claire Deville, 1908
- Hydraena vulgaris Jäch & Díaz, 2000
- Hydraena waldheimi Jäch, 1987
- Hydraena wangi Jäch & Díaz, 1998
- Hydraena wangmiaoi Jäch & Díaz, 2005
- Hydraena watanabei Jäch & Satô, 1988
- Hydraena wattsi Perkins, 2007
- Hydraena weigeli Jäch & Skale, 2009
- Hydraena weiri Perkins, 2007
- Hydraena wencke Jäch & Skale, 2009
- Hydraena wewalkai Jäch, 1988
- Hydraena williamsensis Deane, 1931
- Hydraena wittmeri Satô, 1979
- Hydraena wolfi Jäch & Skale, 2009
- Hydraena wrasei Jäch, 1992
- Hydraena xingu Perkins, 2011
- Hydraena yonaguniensis Jäch & Díaz, 2003
- Hydraena yosemitensis Perkins, 1980
- Hydraena yoshitomii Jäch & Díaz, 1999
- Hydraena youngi Perkins, 1980
- Hydraena ypsilon Zwick, 1977
- Hydraena yunnanensis Pu, 1942
- Hydraena zapatina Perkins, 1980
- Hydraena zelandica Ordish, 1984
- Hydraena zetteli Freitag & Jäch, 2007
- Hydraena zezerensis Díaz Pazos & Bilton, 1995
- Hydraena zwicki Perkins, 2007